# Acta neophilologica
Acta neophilologica je slovenska znanstvena revija, ki izhaja enkrat letno, od leta 1968. Odgovorni urednik je Igor Maver. Je glasilo slovenskih anglistov, germanistov in romanistov ter literarnih zgodovinarjev.

### Avtorji
V Acti neophilologici objavljajo avtorji s slovenskim (77 %) in s tujim priimkom (23 %).

### Uredniki
Izdajati jo je začel oddelek za anglistiko in amerikanistiko v sodelovanju z oddelkom za germanistiko s skandinavistiko in nederlandistiko. Od ustanovitve do leta 1999/2000 je bil (dobra tri desetletja) njen odgovorni urednik Janez Stanonik, ki jo je tudi zasnoval. Po upokojitvi ga je nasledil Mirko Jurak, ki je bil že prej član uredniškega odbora revije.

### Namen in vsebina
Revija je v prvi vrsti usmerjena k pisanju člankov o ameriški in angleški književnosti, tudi člankov o drugih književnostih pisanih v angleškem jeziku, kot tudi člankov o nemški književnosti in o književnosti, pisani v romanskih jezikih.   
V uredniškem odboru so zaželeni tudi članki iz sorodnih področij: medkulturne študije, etnične študije, primerjalna književnost, jezikoslovje itd. Veliko člankov je namenjenih slovenskim izseljenskim avtorjem. Revija se, poleg tem povezanih s slovensko izseljensko književnostjo, posebej posveča slovenskim književnim in kulturnim stikom predvsem z ameriško, angleško, avstralsko, nemško, francosko in italijansko književnostjo. Nekaj člankov se ukvarja s prevodom tujih del v slovenščino in obratno.  
Članki so napisani v tujih jezikih. Od nastanka revije pa do danes v njej prevladujejo članki v angleščini, ki jih je kar 55 %, sledi ji nemščina z 20 %, 11 % člankov je v španščini, 7 % v francoščini, še manj (6 %) v italijanščini in najmanj (le 1 %, tj. 3 članki) v švedščini.   
Od 1973. leta dalje so ji na koncu dodani slovenski povzetki člankov. Od takrat naprej je v reviji okoli 84 % člankov povezanih z literaturo, 10 % se jih nanaša na jezik, 6 % člankov pa zajema različne teme: etnografijo, gematrijo, umetnostno zgodovino in spominske avtobiografske članke.
Leta 2001 so člankom začeli dodajati izvleček.